# Icarus (revista)
Icarus és una revista científica dedicada al camp de la ciència planetària. Està avalada oficialment per la Divisió de Ciències Planetàries (DPS) de la Societat Astronòmica Americana, a la qual es va afiliar el 1974. La revista conté articles que discuteixen els resultats de noves investigacions sobre astronomia, geologia, meteorologia, física, química, biologia i altres aspectes científics del Sistema Solar o dels sistemes extrasolars.
La revista va ser fundada el 1962 per Academic Press, que va passar a ser propietat d'Elsevier el 2000.
| Període      | Editors                         |
| ------------ | ------------------------------- |
| 1962–1968    | Albert G. Wilson i Zdeněk Kopal |
| 1968–1979    | Carl Sagan                      |
| 1980–1997    | Joseph A. Burns                 |
| 1998–2018    | Philip D. Nicholson             |
| 2018-present | Rosaly Lopes                    |

La revista rep el nom d'Ícar, i el frontispici de cada número conté una cita ampliada de Sir Arthur Eddington que equipara l'esperit d'aventura d'Ícar amb el del científic que "tensa les seves teories fins al punt de ruptura, fins que les articulacions febles s'esgoten".

## Abstracció i indexació
Aquesta revista està indexada pels serveis següents:
- Science Citation Index
- Current Contents /Physical, Chemical & Earth Sciences
- Computer & control abstracts
- Electrical & electronics abstracts
- Physics abstracts. Science abstracts. Series A
- GeoRef
- Chemical Abstracts Service
- International aerospace abstracts
- Energy research abstracts